# Caterina Cavalieri
Katharina Magdalena Josepha Cavalier coneguda com Caterina Cavalieri fou una cantant (soprano) austríaca nascuda a Lichtenthal, el 18 de març de 1755 i morta a Viena el 30 de juny de 1801.

## Biografia
Després d'estudiar cant amb Antonio Salieri, va ser contractada a l'Òpera Italiana de Viena on va debutar a l'òpera La finta gardiniera de Pasquale Anfossi el 1775 abans d'incorporar-se a la companyia de la nova Òpera Nacional alemanya desitjada per Josep II el 1778. Salieri va compondre Der Rauchfangkehrer el 1781, i li va donar el paper de Nannette amb la intenció de destacar el seu virtuosisme i el seu ampli ventall vocal.
Mozart, al seu torn, va escriure per a ella els papers de Constanze a Die Entführung aus dem Serail (en català, El rapte en el serrall (1782), i de Madame Silberklang a Der Schauspieldirektor (1786), així com l'ària "In quali ecessi... Mi tradì quell'alma ingrata" KV 540c, per a la repetició de Don Giovanni a Viena l'any 1788. Sensible als seus encants, va afirmar que era una cantant de la qual Alemanya podia estar orgullosa.
Cavalieri era una soprano amb una veu potent i molt estesa, fins a Fa greu. La seva aparença, en canvi, era molt poc atractiva: era estúpida i maldestra a l'escenari.
Es va retirar dels escenaris l'any 1793 i va morir l'any 1801, als 46 anys, sense haver cantat mai enlloc més que a Viena, cosa força excepcional per a l'època.